# Jack Beng-Thi
Jack Beng-Thi es un artista plástico, escultor francés nacido el año 1951 en Le Port.

## Biografía
Entre 1995 y 1998, participó en los intercambios culturales, exposiciones y bienales en varios países (Madagascar, Sudáfrica, Namibia, Cuba, Congo, Haití). Estas experiencias modificaron su práctica artística que abrió el camino a nuevas fuentes de inspiración y belleza. Durante su residencia, fue profesor de arte en escuelas profesionales y talleres. También es profesor de escultura en la Escuela superior de Bellas Artes de la Reunión - en francés École supérieure d'art de La Réunion.

## Obras
- La Constellation des Manquants -Instalación, 1997
- Territoire stellaire : 150 gardiens au pays des étoiles -Instalación, 1999
- Signs of the Periphery - Instalación, 2000